# Пигарев, Алексей Иванович
Алексе́й Ива́нович Пи́гарев (15 декабря 1960 года, Электросталь, Московская область) — российский дартсмен, тренер, спортивный функционер. Вице-чемпион Европы, трёхкратный чемпион России. Участник Кубка мира WDF (2011). Мастер спорта России международного класса. Спортивный судья всероссийской категории.
Председатель Федерации дартса Московской области. Член президиума Федерации дартса России.

## Биография
Впервые стал чемпионом России в 2011 году, играя в паре со Львом Кузьмичёвым. Спустя год этот же дуэт повторил своё достижение. В 2013-м Пигарев и Кузьмичёв выиграли командный чемпионат России в составе сборной Московской области — вместе с ними в той команде играли Евгений Иванов и Сергей Корнеев.
В 2011 году сыграл на Кубке мира WDF, но в предварительном раунде уступил Шарлю Питерсену из ЮАР (1:4). Ещё один престижный турнир Всемирной федерации дартса — World Masters Men — Пигареву также не покорился: в 2013 году он проиграл в первом матче финну Али Робертсу (0:3).
В 2017 году принял участие в командном чемпионате Европы по электронному дартсу. Уступив в финале хорватам, сборная России заняла второе место. В её состав, кроме Пигарева, вошли Борис Кольцов, Роман Обухов, Антон Колесов, Александр Орешкин, Александр Шевель, Илья Волохин и Кирилл Фадеев.

## Семья
Женат. Супруга Ирина Пигарева — призёр международных соревнований по дартсу.
Дочери Олеся (1987), Виолетта (1990) и Виктория также связали свою жизнь с дартсом. Старшая дочь Олеся — бывший секретарь и исполнительный директор Федерации дартса России, известна под фамилией Цыхмайструк.

## Достижения

### Парные
- Чемпион России (2011, 2012)

### Командные
- Вице-чемпион Европы (2017, электронный дартс)
- Чемпион России (2013)
- Вице-чемпион России (2012)[11]